# Albert Schlagbauer

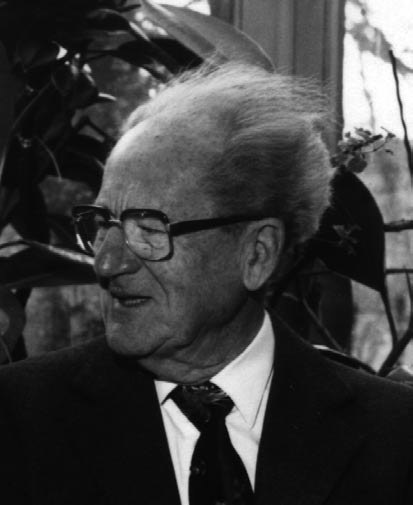
Albert Schlagbauer

Albert Schlagbauer (* 1913; † 8. Oktober 2001) war ein deutscher Pädagoge.

## Leben
Albert Schlagbauer war viele Jahre Regierungsschuldirektor und als fachlicher Leiter des Staatlichen Schulamtes im Landkreis Donau-Ries tätig.
Aufgrund seines großen Wissens und seiner pädagogischen Fähigkeiten war er auch überregional als Referent der Lehrerfortbildung und als Mitglied der Lehrplankommission gefragt. Von den 1950er bis in die späten 1980er Jahre war er an zahlreichen Publikationen von Schulbüchern insbesondere im Themenbereich der Mathematik beteiligt. Auch für die Frühförderung geistig behinderter Kinder und den Aufbau der Sonderschulen für geistig Behinderte setzte er sich besonders ein. Dass ihm die Kultur seiner Heimat, dem Nördlinger Ries, ein besonderes Anliegen war, ist an den vielen Büchern und Kleinschriften über dieselbe, an denen er als Autor oder Mitherausgeber tätig war, zu sehen. Auch als Stadtrat der Stadt Nördlingen war er lange Zeit tätig.

## Auszeichnungen
1993 wurde Albert Schlagbauer mit dem Rieser Kulturpreis ausgezeichnet. Er war Ehrenmitglied des Vereins Rieser Kulturtage e. V.

## Schriften
- 1952–53: Mittelfränkische Heimatbogen / 17. Die Reise nach Dinkelsbühl
- 1960: St. Georg Nördlingen
- 1964: Das Blumenjahr im Bauerngarten
- 1965: Rund um den Hesselberg
- 1980: Der Hesselberg zwischen Franken und Schwaben
- 1982: Das Ries im Herzen Europas
- 1983: Das Wildbad bei Wemding und seine Geschichte
- 1988: Von der Frankenhöhe bis zur Donau
- 1993: Rieser Biographien.
- 1999: Nördlingen in seinen Kirchen und Kapellen